# Simhopp vid olympiska sommarspelen 1976
De olympiska tävlingarna i simhopp 1976 avgjordes mellan den 19 och 27 juli i Montréal. Totalt deltog 80 tävlande, 41 män och 39 kvinnor, från 22 länder i tävlingarna.

## Medaljfördelning
| Gren                            | Guld                                 | Silver                     | Brons                            |
| Damernas svikt Detaljer...      | USA Jennifer Chandler                | Östtyskland Christa Köhler | USA Cynthia Potter-McIngvale     |
| Damernas höga hopp Detaljer...  | Sovjetunionen Jelena Vajtsechovskaja | Sverige Ulrika Knape       | USA Deborah Wilson               |
| Herrarnas svikt Detaljer...     | USA Philip Boggs                     | Italien Franco Cagnotto    | Sovjetunionen Aleksandr Kosenkov |
| Herrarnas höga hopp Detaljer... | Italien Klaus Dibiasi                | USA Greg Louganis          | Sovjetunionen Uladzimir Alejnik  |

## Medaljtabell
| Pl. | Nation        | Guld | Silver | Brons | Totalt |
| --- | ------------- | ---- | ------ | ----- | ------ |
| 1   | USA           | 2    | 1      | 2     | 5      |
| 2   | Italien       | 1    | 1      | 0     | 2      |
| 3   | Sovjetunionen | 1    | 0      | 2     | 3      |
| 5   | Sverige       | 0    | 1      | 0     | 1      |
| 5   | Östtyskland   | 0    | 1      | 0     | 1      |

## Deltagande nationer
| - Australien (4) - Österrike (3) - Brasilien (1) - Kanada (9) - Tjeckoslovakien (1) - Östtyskland (7) - Ecuador (1) - Frankrike (2) - Storbritannien (4) - Italien (4) - Japan (3) | - Kuwait (2) - Mexiko (5) - Nya Zeeland (1) - Sovjetunionen (11) - Spanien (3) - Sverige (3) - Thailand (1) - Turkiet (1) - USA (11) - Venezuela (1) - Västtyskland (4) |